# Rutidea fuscescens
Rutidea fuscescens är en måreväxtart som beskrevs av William Philip Hiern. Rutidea fuscescens ingår i släktet Rutidea och familjen måreväxter.

## Underarter
Arten delas in i följande underarter:
- R. f. bracteata
- R. f. fuscescens